# Jüngersdorf
Jüngersdorf is een plaats in de Duitse gemeente Langerwehe, deelstaat Noordrijn-Westfalen, en telt 1860 inwoners (2007).